# مجلة اللغويات
اللغويات: مجلة متعددة التخصصات في مجالات علوم اللغة، وهي مجلة أكاديمية تمت مراجعتها من قبل متخصصين في علم اللغويات العامة، وقد أطلقتها دار دي غريتر موتن للنشر. تنشر المجلة المقالات ومراجعات الكتب، حيث يصدر منها عددان خاصّان في السنة. رئيس التحرير الحالي هو يوهان فان دير أويرا. منذ عام 2010، نشرت 1400 صفحة في السنة الواحدة.

## التاريخ
أطلقت مجلة اللغويات عام 1963 دار موتن للنشر في لاهاي، وكان ذلك على ما يبدو بناءً على مبادرة من موتن دي غريتر بالإضافة إلى اللغوي فان سكوفيلد.  في عام 1979، بعد شراء موتن من قبل والتر دي قرايتر، أنشئ مجلس تحرير جديد، يتكون من براين بتروورث، وبرنارد كومري، وأوستن دال، ونوربرت ديتمار، وفليب دروست، وجاب فان مارلين، ويورغن ويسنورن. في الواقع، كان برايان بتروورث رئيس تحرير بين عامي 1979 و 1982. ومن عام 1982 إلى عام 2005، كان المحرر فولفجانج كلاين، الذي خلفه يوهان فان دير أويرا.

## الخلاصة والفهرسة
المجلة مجردة وفهرسة في: 
- محرك البحث الأكاديمي and other EBSCO databases  [لغات أخرى]‏
- سكوبس
- الفهرس المرجعي الأوروبي للعلوم الإنسانية  [لغات أخرى]‏
- Academic One File
- إنفوتراك
- International Bibliography of Book Reviews of Scholarly Literature in the Humanities and Social Sciences
- International Bibliography of Periodical Literature in the Humanities and Social Sciences
- Arts and Humanities Citation Index
- المحتويات الحالية (قاعدة بيانات)
- Social Sciences Citation Index
- جمعية اللغة الحديثة
- بروكويست/Arts & Humanities
- PsychInfo

 تحتوي المجلة على عامل تأثير طومسون رويترز 2015 يبلغ 0.763 وعامل تأثير مدته 5 سنوات عند 0.872.